# Oraniopsis appendiculata
Oraniopsis es un género monotípico de planta con flor en la familia de las  palmas de Australia, donde la única especie conocida, Oraniopsis appendiculata, crece en las montañas de los bosques y selvas lluviosos.  Dioico y de crecimiento extremadamente lento, el nombre significa "similar a Orania" y el epíteto latín se traduce como "apendiculado".  

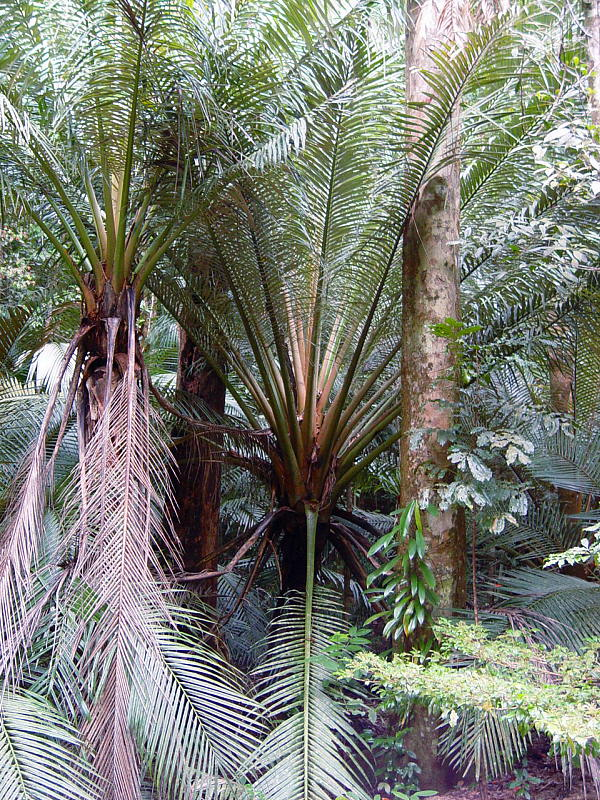
En su hábitat

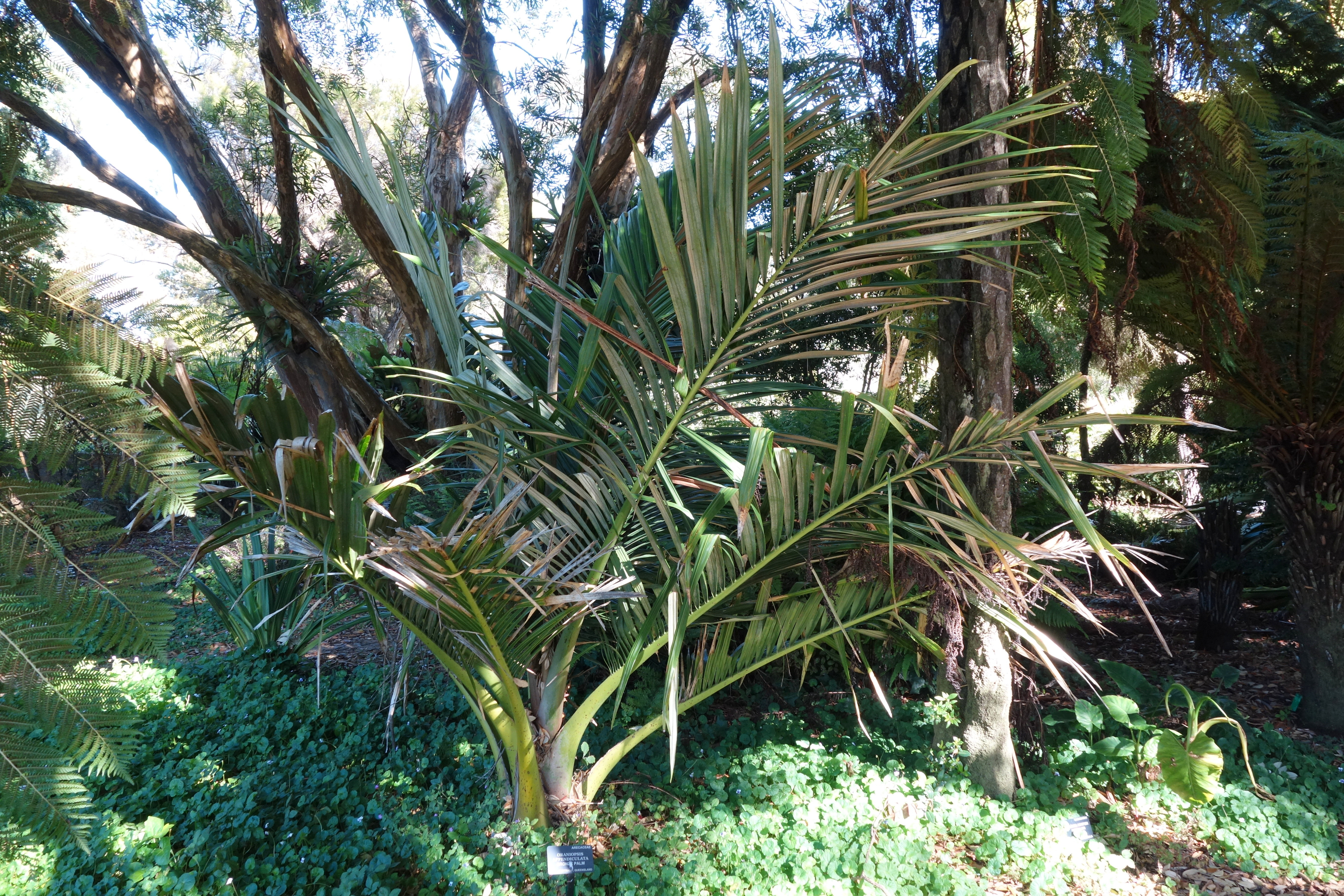
En su hábitat

## Descripción
Los troncos de O. appendiculata son grises, solitarios, de 30 a 45 cm de ancho, usualmente alcanzando 6 m de altura, sin embargo en los individuos maduros puede alcanzar hasta 18 metros.  Puede tomar, sin embargo, 20 o 30 años antes de que el tronco emergente se desarrolle. En la vida juvenil la planta es una roseta a nivel del suelo de hojas pinnadas de  3 - 4 m en peciolos cortos y anchos. En los densos bosques con poca luz se pueden encontrar rosetas a nivel bajo durante 60 años, y en esas condiciones la hoja, estirándose por la luz del sol, pueden elongarse hasta 8 m Los hojas plumadas son verde profundo en el haz, glaucas el envés, regularmente dispuestas con un pliegue. Una vez que el tronco se está formando, la corona de hojas tiene forma de plumero, raramente hemisférica, las hojas rígidas apuntan hacia arriba, y usualmente persisten después de morir, formando una falda alrededor del tronco.
La  inflorescencia emerge en la copa de las hojas y es más pequeña que las hojas, mide 75 cm, con flores masculinas y femeninas superficialmente similares pero en plantas separadas.  Desde un carpelo, el fruto madura de amarillo a naranja con una semilla.
La germinación de la semilla es un proceso largo, de un año o más, con algunas semillas resistiendo la germinación por cuatro años.  Al brotar, la planta crece invariablemente de forma lenta y no muestra de manera visible su tronco por varios años. Si el ritmo de crecimiento se incrementa en la etapa madura de la vida madura, entonces se producen los más grandes especímenes, los cuales en Queensland probablemente tienen cientos de años.
A pesar de su sobrenombre, la planta está relacionada más cercanamente a la palma de  Sudamérica Ceroxylon, diferiendo solo en la cantidad de brácteas pedunculares, flores de bracteola, y los pétalos libres en vez de estar basalmente fusionados.

## Distribución y hábitat
Se encuentra en las selvas y bosques lluviosos de Australia entre el área del río Tully, y en su parte más meridional hasta Big Tableland (Gran Meseta) al sur de  Cooktown, y tan tierra adentro como la Gran Cordillera Divisoria al suroeste de Atherton.  Mayormente entre 300 a 1500 m, se pueden encontrar en colinas rocosas y arenas costeras pero son más comunes en selvas nubladas y lluviosas.  Crecen con frecuencia en suelo rico orgánico o medio basáltico, pero están ausentes en el suelo profundo y planicies abiertas. 

## Taxonomía
Oraniopsis appendiculata fue descrito por (F.M.Bailey) J.Dransf., A.K.Irvine & N.W.Uhl y publicado en Principes 29: 61. 1985.
Etimología
Oraniopsis: nombre genérico compuesto que significa "similar al género Orania.
appendiculata: epíteto del latín que significa "con pequeños apéndices".
Sinonimia
- Areca appendiculata F.M.Bailey (1891). basónimo
- Orania appendiculata (F.M.Bailey) Domin (1915).
- Orania beccarii F.M.Bailey (1909).[6]